# Georgi Markow (sztangista)
Georgi Markow (bułg. Георги Марков, ur. 12 marca 1978) – bułgarski sztangista. Srebrny medalista olimpijski z Sydney.
Zawody w 2000 były jego jedynymi igrzyskami olimpijskimi. Zajął drugie miejsce w rywalizacji w wadze lekkiej (do 69 kg), zwyciężył jego rodak Gyłybin Boewski. Ponadto był złotym medalistą mistrzostw świata w 2002. Na mistrzostwach Europy, triumfował w 2002 i 2003, był drugi w 1999 i 2000 oraz trzeci w 2006 i 2008. Pobił jeden oficjalny rekord świata.
W 2008 został dożywotnio zdyskwalifikowany za stosowanie środków dopingujących.